# AnA-Societatea de Analize Feministe
Societatea de AnAlize Feministe AnA (SAFA) este prima organizație asumat feministă din România, înființată în 1990 și înregistrată oficial în 1993 (prin sentința civilă nr. 61/15, iulie 1993). Creată în jurul unui grup de prieteni la inițiativa Mihaelei Miroiu, numele organizației - AnA -are legătură cu simbolistica Anei din legenda Meșterului Manole dar și cu dihotomia AnonA - reprezentativă pentru rezistența feminismului la clasificări de acest tip.
Societatea de AnAlize Feministe AnA  se dorește o punte de legătură între feminismul academic și cel activist din România. Beneficiarii activităților AnA sunt studenții, profesorii, cercetătorii, instituțiile guvernamentale și neguvernamentale cu activitate în domeniul egalității  de șanse. AnA este membră a Coaliției Naționale pentru Egalitate de Gen și face parte din rețele importante din țară și din străinătate. În decursul timpului AnA a fost o pepinieră de specialiști/e în domeniu prin proiectele educative, de cercetare și publicare. O bună perioadă de timp a funcționat ca un Centru de resurse și cercetare pentru mișcarea de femei având un sediu stabil cu o bibliotecă specializată-centru de documentare și informare, o editură proprie (editura AnA sub egida căreia au fost produse primele publicații feministe în colecția ”Gen și...” printre care  ”Gen și educație”, ”Gen și integrare europeană”, ”Gen și educație”, etc.).
Societatea de Analize Feministe AnA este deținătoarea "Premiului SUA/UE pentru societate civilă și democrație" pe anul 1998, cât și a premiului: "Cea mai bună publicație periodică de specialitate", pentru revista „AnALize. Revistă de Studii Feministe” în cadrul Galei Premiilor Societății Civile Ediția I, București, decembrie 2002. 
Societatea s-a bucurat în timp de sprijinul moral și financiar al unor organizații internaționale precum și al unor persoane particulare. În decursul anilor AnA a fost financiar sprijinită de organizații internaționale precum: fonduri UE-PHARE, Global Fund for Women, Banca Mondială, Fundația SOROS, NEWW, Programul Mama Cash/Elveția, Programul Matra al Ambasadei Olandei, programul de granturi al Ambasadei SUA, ProHelvetia, Institutul Goethe, București, Fonduri Norvegiene/FDSC, etc. 
În 1998 AnA a lansat o publicație unicat pentru acel moment în România: Revista de studii feministe AnaLize care a produs numere tematice diverse, mulate pe nevoile și prioritățile mișcării de femei și feminismului acelei perioade. Cu o mică întrerupere revista și-a reluat apariția în 2014 în format electronic, în engleză, sub denumirea de AnaLize. Journal of Gender and Feminist Studies. Revista, indexată în: EBSCO, ERIH , Worldcat, Open Academic Journals Index,  GIF – Global Impact Factor,  are audiență internațională și se adresează studenților și specialiștilor în domeniu oferind un forum academic pentru dialoguri interdisciplinare genizate. Întreaga arhivă a revistei se găsește pe:  www. analize-journal.ro, Analize Online . Istoria trăită a acestei organizații în particular (dar și a mișcării de femei din perioada 1989-2017) poate fi documentată în volumul BiONGrafie. Istoria trăită a unui ONG de femei (Laura Grünberg, 2018, Polirom).
AnA a coordonat, manageriat și implementat diverse programe axate pe domeniul egalității de șanse. Abordând genul ca o categorie multidimensionala de analiză, AnA:
- a elaborat studii naționale aplicate, care conțin sugestii și recomandări pe domeniu precum (selecție):

Segregarea de gen în sectorul de sănătate (în cadrul proiectului “O șansă pentru dezvoltarea carierei pentru femeile din domeniul sanitar”, POSDRU /97/6.3/S/50247), Reconcilierea vieții de familie cu cariera. Tendințe în societatea actuală (în cadrul proiectului POSDRU, nr 46981). 
Discriminarea multiplă în România, Raport National, 2008,  UE/ANES, 2007 Femeile și știința, Raport de țară, ENWISE-EC, 2003.
Raport alternativ privind situația femeilor în Romania, Beijing+5, 2000.
- a derulat programe educaționale pe tematica egalității de șanse (de exemplu Egalitate prin diferență, program de educație nonsexistă, UE/PHARE, 2001).
- a participat cu echipe de traineri la diverse module de formare în cadrul proiectelor proprii sau ale celor în care a fost parteneră (vezi www.ana-saf.ro [7]).
- a oferit permanent date și informații actualizate privind situația femeilor în România (de exemplu în proiectul “Observatorul de gen”, Ce știm despre femei în România. O colecție de date referitoare la femei, 2011, UNFPA, http://www.unfpa.ro/materiale/studii_rapoarte/ Ce știm despre femei în România).
- a integrat problematica de gen în cadrul unor proiecte de “gender mainstreaming” (ca de exemplu Integrare vs. Separare. Pentru un activism prietenos la gen, EU/FDSC, 2004).
- a contribuit prin diverse publicații (revista Analize, colecția “Gen și”, colaborări la colecția Studii de Gen/Polirom) la sensibilizarea publicului larg față de problematica specifică egalității de șanse și la diseminarea unor informații și cercetări de profil.
- a susținut, prin integrarea în parteneriate, rețele și alianțe specifice, promovarea politicilor de egalitate de șanse în diverse domenii (violența asupra femeilor, promovarea femeilor în politică, etc.).

De asemenea AnA a participat în calitate de partener în diverse proiecte la nivel național și internațional alături de alte organizații.
Programe/Proiecte AnA (coordonate și implementate-selecție):
“Egalitate prin diferențe: Program pentru o educație non-sexistă”                                                                                                                                                                                                                                                  Perioada: Februarie 1996- Martie 1997,                                                                                                                                                                                                                                                                                                      Finanțator: Delegația Europeană - Programul PHARE
Biblioteca AnA – Program de achiziții                                                                                                                                                                                                                                                                                                
Finanțator: CEU Programul de finanțare redusă pentru Studii de gen (Budapesta)
PDP II/ PNUD Gender Capacity Building                                                                                                                                                                                                                                                                                         
Finanțator: United Nations Development Programme
PHARE/96 Egalitate prin diferență – Program de educație non-sexistă                                                                                                                                                                                                                             
Finanțator: Comunitatea Europeană prin Delegația Comisiei Europene    
Centrul Ana: Centrul de resurse multimedia pe studii de gen                                                                                                                                                                                                                                                                                   
Perioada: diferite perioade (lansat în iunie 1997),                                                                                                                                                                                                                                                                  
Finanțator (diferite perioade): Delegația Europeană prin intermediul Fundației pentru Dezvoltarea Societății Civile (sponsor principal în 1997/1998); Women's World day of Prayer - German Committee; NEWW (USA); CEU Programul pe Gender și Cultură (Budapesta); MammaCash (Olanda), Fundația pentru o Societate Deschisă – România, Global Fund for Women etc.    
Lansarea primei reviste feministe românești: AnALize                                                                                                                                                                                                                                                                    
Perioada: ianuarie - Aprilie 1998,                                                                                                                                                                                                                                                                                           
Finanțator: Women's World Day of Prayer - German Committee    
Raportul național privind mecanismele instituționale pentru promovarea femeii                                                                                                                                                                                                                                             
Perioada: Septembrie - Decembrie 1998,                                                                                                                                                                                                                                                                                    
Finanțator: KARAT Coalition  
“Împreună la Foișor” – Program de dezvoltare comunitară                                                                                                                                                                                                                                                        
Perioada: Aprilie 1998 - Martie 1999,                                                                                                                                                                                                                                                                                  
Finanțator: Delegația Europeană – Programul Phare  
Co-editare/publicare a volumului “Gen și politică” (Cooperare cu Biroul UNDP în București)                                                                                                                                                                                                         
Perioada: Noiembrie 1998 - Ianuarie 1999,                                                                                                                                                                                                                                                                              
Finanțator: UNDP  
Co-parteneriat pentru scrierea, editarea și publicarea “Raportului Regional privind Mecanismele Instituționale pentru Promovarea Femeilor” (versiunea în română și engleză), coordonat de Karat Coalition                                                                                                                                                                                                                                                                                                                                 
Perioada: Decembrie 1998 - Aprilie 1999,                                                                                                                                                                                                                                                                                 
Finanțator: Karat Coalition pentru Activitate Regională (Varșovia)  
Găzduirea bursierelor din Moldova                                                                                                                                                                                                                                                                                                                   
Perioada: aprilie – mai 1999,                                                                                                                                                                                                                                                                                                             
Finanțator:  Institutul pentru o Societate Deschisă, New York  
Întâlnirea Coaliției Karat în legătură cu “Beijing+5”, București, 15-16 Mai 1999                                                                                                                                                                                                                                            
Perioada: Aprilie - Mai 1999,                                                                                                                                                                                                                                                                                                         
Finanțator: Karat Coalition; Biroul UNESCO în București (parteneriat)  
Raport privind sănătatea reproducerii în România                                                                                                                                                                                                                                                                       
Perioada de desfășurare: martie 1999 – februarie 2000,                                                                                                                                                                                                                                                                                                                                                                                
Finanțator: Center for Reproductive Law and Policy – New York, USA
Drepturile femeilor în România: ghid privind activitatea organizațiilor neguvernamentale                                                                                                                                                                                                             Perioada de desfășurare: septembrie 1999 – aprilie 2000,                                                                                                                                                                                                                                                                   
Finanțator: Fundația pentru o Societate Deschisă România – Programul pentru Femei
Drepturile femeilor în România: ghid privind activitatea organizațiilor neguvernamentale                                                                                                                                                                                                  
Perioada de desfășurare: septembrie 1999 – aprilie 2000,                                                                                                                                                                                                                                                                   
Finanțator: Fundația pentru o Societate Deschisă România – Programul pentru Femei
Monitorizarea discriminării de gen în România                                                                                                                                                                                                                                                                              
Perioada de desfășurare: octombrie 1999 – septembrie 2000,                                                                                                                                                                                                                                                    
Finanțator: Fundația pentru o Societate Deschisă – Programul pentru femei
Drepturile femeilor în România: ghid al activităților organizațiilor neguvernamentale                                                                                                                                                                                                                                                                
Perioada: 1 septembrie 1999 – 30 aprilie 2000,                                                                                                                                                                                                                                                                                             
Finanțare: Fundația pentru o Societate Deschisă, București  
Raport privind sănătatea reproducerii în România                                                                                                                                                                                                                                                                         
Perioada: martie 1999 –  februarie 2000,                                                                                                                                                                                                                                                                                            
Finanțare: Center for Reproductive Law and Policy  (CRLP) – New York, USA    
"Statutul Femeilor în România: Un Raport Alternativ Către cea de a 23 a Sesiune a CEDAW, iunie 2000" realizat în cadrul programului "From Global to Local", coordonat și implementat de IWRAW Asia & Pacific și UNIFEM                                                                                                                                                                                                                                                                                                                                  
Perioada: noiembrie 1999 – iunie 2000, Management si Finanțare: IWRAW Asia & Pacific (pentru ansamblul proiectului: noiembrie - iunie 2000); 
Fundația pentru o Societate Deschisă România – Programul pentru Femei (pentru Întâlnirea ONG-urilor de femei, Sinaia, aprilie 2000)                                                                                                                                                                                                                                                                                 
Centrul AnA. Proiect de dezvoltare                                                                                                                                                                                                                                                                                                    
Perioada de desfășurare: mai 2000 – aprilie 2001,                                                                                                                                                                                                                                                                
Finanțator: Fundația pentru o Societate Deschisă România – Programul pentru Femei
Centrul AnA (centru de resurse multimedia pentru studii feministe si de gen social)- dezvoltarea serviciilor pentru public                                                                                                                                                         
Perioada: 1 noiembrie 2000 – 1 noiembrie 2001,                                                                                                                                                                                                                                                                                       
Finanțare: Global Fund for Women - SUA     
FrancoNet: dezvoltarea activităților de informare în limba franceză și a bazei tehnice a Centrului AnA                                                                                                                                                                                                    
Perioada: noiembrie 2000 - aprilie 2004,                                                                                                                                                                                                                                                                               
Partener: Tecsult Eduplus (Canada),                                                                                                                                                                                                                                                                                         
Finanțator: Agenția Canadiană pentru Dezvoltare Internațională
Women’s Association for Gender Equality                                                                                                                                                                                                                                                                            
	Perioada: 1 noiembrie 2000 – 31 ianuarie 2001,                                                                                                                                                                                                                                                                  
	Finantare: Karat Coalition    
Ghidul organizațiilor neguvernamentale/programelor de femei din România (publicație produsă de Centrul AnA și baza de date accesibilă prin AnA Web Site)                                                                                      
Perioada: noiembrie 2001  - mai 2002,                                                                                                                                                                                                                                                                                    
Finanțator: Fundația pentru o Societate Deschisă România - Programul pentru Femei și Societatea AnA
Problematica egalității de șanse între femei și bărbați în procesul de aderare la Uniunea Europeană – Etapa premergătoare                                                                                                                                      
Perioada: noiembrie 2001- mai  2002,                                                                                                                                                                                                                                                                                                     
Finanțator: Fundația pentru o Societate Deschisă România - Programul pentru Femei și Societatea AnA    
INTEGRARE vs. SEPARARE. Pentru un activism prietenos la gen                                                                                                                                                                                                                                                       
Durata:  9 luni  (decembrie 2003-august 2004),                                                                                                                                                                                                                                                                                           
Finanțator: Uniunea Europeană prin PHARE – Programul Societate Civilă, Componenta Dezvoltarea Sectorului ONG din fonduri primite de la Fundația pentru o Societate Deschisă.
S.O.S. Situații Opinii Soluții-                                                                                                                                                                                                                                                                                                        
Raport asupra sănătății reproducerii și sexualității în România,                                                                                                                                                                                                                                                          
Sponsorul: The Federation for women and Family Planning, ASTRA
Aspecte privind stereotipurile de gen în mass-media din România                                                                                                                                                                                                                                              
Perioada: noiembrie 2004 - 30 aprilie 2005,                                                                                                                                                                                                                                                                                           
Finanțator: PNUD
Femei și Dizabilități – pentru politici sensibile la gen                                                                                                                                                                                                                                                          
Perioada: Octombrie 2005 – aprilie 2006,                                                                                                                                                                                                                                                                                               
Sponsorul : Mama Cash
Cartea Neagră a Egalității de Șanse între femei și bărbați în România                                                                                                                                                                                                                                         
Perioada: 1 octombrie 2005- 31 martie2006 / prelungit până la 15 iunie 2006,                                                                                                                                                                                                                   
Sponsorul: Ambasada Olandei la București prin programul Ro /Matra-Kap/ 05-24
Discriminarea multiplă în România                                                                                                                                                                                                                                                                                                              Perioada: ianuarie 2007-martie 2008,                                                                                                                                                                                                                                                                                                
Finanțare: 	ANES (Agenția pentru Egalitate de Șanse între femei și Bărbați), program PHARE în cadrul Anului European al Egalității de Șanse pentru Toți,                                                                                                    
Parteneri: 	 Institutul Național de Cercetare în domeniul Muncii și Protecției Sociale și Centrul de Sociologie Urbană și regională Curs
Discriminări urbane. Program de cetățenie activă sensibil la gen
AnA – solicitant, coordonator,                                                                                                                                                                                                                                                                                                                         
Front – Partener,                                                                                                                                                                                                                                                                                                                        
Finanțare: Fondul ONG pentru România